# Nathdwara
Nathdwara är en stad i den indiska delstaten Rajasthan, på ett avstånd av 48 km från Udaipur. Den är den näst största staden i distriktet Rajsamand och hade 42 016 invånare vid folkräkningen 2011. Staden räknas av många hinduer som helig på grund av sitt tempel, tillägnat dyrkan av guden Krishna, och där en avgudabild från 1100-talet av Krishna (Shrinathji) finns.